# Kostiukî, Horol
Kostiukî (în ucraineană Костюки) este un sat în comuna Vîșneakî din raionul Horol, regiunea Poltava, Ucraina.

## Demografie
Componența lingvistică a localității Kostiukî
     Ucraineană (100%)
Conform recensământului din 2001, toată populația localității Kostiukî era vorbitoare de ucraineană (100%).